# Meroplius fasciculatus
Meroplius fasciculatus är en tvåvingeart som först beskrevs av Enrico Adelelmo Brunetti 1909.  Meroplius fasciculatus ingår i släktet Meroplius och familjen svängflugor. Inga underarter finns listade i Catalogue of Life.